# Brotulotaenia brevicauda
Brotulotaenia brevicauda é uma espécie de peixe da família Ophidiidae. A sua área de distribuição corresponde ao Oceano Atlântico, podendo também ser encontrado no Oceano Índico.
É uma espécie de peixe marinho, batipelágica, de águas profundas, que pode atingir 32 cm de comprimento.
Ocorre na Zona Económica Exclusiva de Portugal e dos Açores.
Trata-se de uma espécie ovípara com corpo de cor escura/preta, possuindo 79 a 84 lepidotríquias dorsais e 58 a 64 lepidotríquias anais.